# Jorge Cardiel
José Jorge Cardiel Gaytán, detto Pambazo (Città del Messico, 23 aprile 1924 – ...), è stato un cestista messicano.

## Carriera
Con il Messico ha disputato due edizioni dei Giochi olimpici (1948 e 1952), oltre ai Giochi panamericani 1951.